# Dar Yaghmouracene
Dar Yaghmouracene è un comune dell'Algeria, situato nella provincia di Tlemcen. Confina a nord con il mar Mediterraneo, ad ovest con Ghazaouet, a sud con Nedroma ed ad est con Honaïne.

## Geografia antropica
Il comune è stato istituito nel 1984.
Località del comune sono:
- Dar Yaghmouracene
- Dar Bentata
- Sidna Youchaa
- Ziatene
- Fedden El Chikh
- Ghellalssa
- Dar Sammoud
- Aricha
- Bab Kroufa
- Houaza
- Dar Settout
- Mezaoura
- Ouled Guenineche
- Ouled Ali
- Zerga Bahloul